# Dixa stuckenbergi
Dixa stuckenbergi är en tvåvingeart som beskrevs av Alexander 1957. Dixa stuckenbergi ingår i släktet Dixa och familjen u-myggor.
Artens utbredningsområde är Madagaskar. Inga underarter finns listade i Catalogue of Life.